# Nosifeno
Nosifeno is een plaats en commune in het zuiden van Madagaskar, behorend tot het district Midongy, dat gelegen is in de regio Atsimo-Atsinanana. Tijdens een volkstelling in 2001 telde de plaats 10.000 inwoners.
In de commune liggen de volgende dorpjes:
- Amboniasy
- Ankarinoro, Nosifeno
- Beharena, Nosifeno
- Bekofafa
- Manombo
- Maroangaty
- Milahila
- Morondava, Nosifeno
- Nanarena
- Vohimanoro